# Jebele Sand
Jebele Sand (1918, Bahía Blanca – 2008, Montevideo), fue una actriz argentina radicada en Uruguay, donde ganó popularidad por la interpretación del personaje de Peloduro, «Marieta Caramba».

## Biografía
Desde temprana edad militó en el Partido Comunista del Uruguay siendo una activa afiliada, además de simpatizante del Frente Amplio.
Estuvo siempre relacionada con el medio artístico, cultural y político, oficiando como secretaria de Pablo Neruda durante dos años, cuando éste se desempeñaba como senador. También inspiró el poema "Blues de las adolescentes", escrito por Raúl González Tuñón.
Puso su voz al personaje «Marieta Caramba», creado por el caricaturista Julio Esteban Suárez Sedrasqui, conocido como "Peloduro".
La audición era emitida diariamente por CX 30 Radio Nacional, durante la Dictadura cívico-militar en Uruguay.
Fue la última pareja del senador comunista Enrique Rodríguez, quien también tenía una audición diaria en la misma emisora.